# Série 181 a 186 da CP
Nota: Não confundir com as Séries 0181 a 0190, de via larga, e E181 a E182, de via estreita, ambas da Companhia dos Caminhos de Ferro Portugueses.
A Série 181 a 186, também identificada como Série 180, foi uma família de locomotivas a tracção a vapor, utilizada pela Companhia dos Caminhos de Ferro Portugueses.

## História
As locomotivas desta série foram construídas nas Oficinas de Santa Apolónia, entre 1910 e 1913, tendo a 181 sido fabricada de raiz, e as restantes a partir da modificação de cinco locomotivas de três eixos conjugados. Esta intervenção consistiu principalmente na substituição da caldeira por uma nova, com uma maior superfície de aquecimento, o que permitia uma maior potência, e na instalação de um bissel dianteiro, para permitir melhores velocidades e aguentar o aumento de peso. Considera-se que as locomotivas prestaram um excelente serviço durante a sua carreira, tendo a 182 substituído as locomotivas da Série 261 a 272 no reboque dos comboios omnibus pesados.

## Descrição
Esta série era composta por seis locomotivas a vapor com tender, numeradas de 181 a 186.

## Ficha técnica
- Número de unidades construídas: 6[1]
- Ano de entrada ao serviço: 1910-1913[1]
- Tipo de tracção: Vapor[1]
- Fabricante: Oficinas de Santa Apolónia[1]